# 무교인
무교인(巫敎人)은 샤머니즘의 원시적 종교를 가진 종교인을 말한다. 한국의 전통 샤머니즘을 무속, 무교 등으로 부르는데 무속은 불교학자 이능화가 샤머니즘을 전통 관습으로 보는 관점에서 사용하기 시작한 말이며 무교는 개신교 신학자 유동식이 처음 사용한 단어로 샤머니즘을 기독교, 불교, 이슬람처럼 독립된 종교로 보는 관점에서 사용하기 시작한 말이다. 종교생활을 하고 있는 사람이 종교인이므로 무교인은 무당, 무녀, 박수, 법사 등 무속의 전반적인 것에 관심을 가지고 있는 사람이 활동하고 있는 종교인을 말한다.